# Gustave Cotteau
Gustave Honoré Cotteau (Auxerre, 17 décembre 1818 - Paris, 10 août 1894) est un naturaliste, géologue et paléontologue français.

## Biographie
Juge au tribunal civil de Coulommiers (1853) puis au tribunal civil d’Auxerre (1862), membre de nombreuses sociétés savantes, il a été président de la Société géologique de France de 1874 à 1886. Il fut également président de la Société des sciences historiques et naturelles de l'Yonne de 1883 à 1895.
Il se fait connaître par ses études paléontologiques sur les échinides vivants et fossiles et par sa collection de 500 espèces de ce type. Conservateur du musée d'Auxerre, il continua la publication de La Paléontologie française d'Alcide d'Orbigny.

## Œuvres
- Terrains crétacés (avec Alcide d'Orbigny et Édouard de Fromentel), 1841
- Terrain Jurassique, 1849
- Études sur les mollusques fossiles du département de l'Yonne, 1849
- Échinides du département de la Sarthe, 1861
- Annuaire de l'Institut des provinces, Rapport sur les progrès de la géologie en France pendant l'année 1860 et l'année 1862, 2 vol., 1861-1863
- Paléontologie française (commencée par Alcide d'Orbigny), 1862-1867, 1867-1874
- Échinides fossiles des Pyrénées, 1863
- Une visite au musée de Troyes, 1864
- Catalogue raisonné des échinides fossiles du département de l'Aube, 1865
- Échinides, 1867
- Sur les échinides fossiles recueillis, 1869
- Rapport sur les progrès de la géologie et de la paléontologie en France, 6 vol., 1863-1868, 1864-1869
- Sur le genre Asterostoma, de la famille des échinocorydées, 1870
- Échinides irréguliers, 1874
- Échinides réguliers, 1874
- Comptes rendus du Congrès international d'anthropologie et d'archéologie préhistoriques, session de Stockholm, 1874
- Les sciences anthropologiques à l'exposition universelle de 1878, 1879. Disponible en texte intégral sur LillOnum
- Description des échinides tertiaires de la Belgique, 1880
- Échinides fossiles de l'Algérie, (avec Péron et Gauthier), Masson, 1876-1884
- Comptes rendus du Congrès international d'anthropologie et d'archéologie préhistoriques, session de Budapesth, 1877
- Paléontologie des terrains tertiaires de l'île de Rhodes (avec P. Fischer, Manzoni et Jacques-Raoul Tournouër), 1877
- Description de la faune des terrains tertiaires moyens de la Corse, (avec Arnould Locard), 1877
- Échinides jurassiques, crétacés, éocènes du sud-ouest de la France, 1883
- Paléontologie française, ou Description des fossiles de la France, G. Masson, 1885-1889
- Le préhistorique en Europe, 1889
- Note sur le genre echinolampas, 1890
- Monographie des Spatangus du système miocène de France, 1896. Disponible en texte intégral sur LillOnum

## Hommage
- Une rue d'Auxerre porte son nom.
- Prix Vaillant de l'Académie des sciences (1885).